# Kurt Gehrmann
Kurt Gehrmann (* 14. November 1911 in Elberfeld; † 1. Oktober 1973) war ein deutscher Politiker und ehemaliger Landtagsabgeordneter (SPD).

## Leben
Nach dem Besuch der Volksschule absolvierte Gehrmann eine Buchdruckerlehre und war als Kalkulator sowie Disponent in Druckereien beschäftigt. Von 1953 bis 1955 war er Betriebsratsvorsitzender eines graphischen Großbetriebes. Von 1946 bis 1950 war Gehrmann Bezirksvorsitzender der Sozialistischen Arbeiterjugend „Die Falken“. Er war Mitglied der IG Druck und Papier und Vorstandsmitglied der Gewerkschaft in Wuppertal. Außerdem war er ab 1958 Vorsitzender des SPD-Unterbezirks Wuppertal. Gehrmann engagierte sich im Deutschen Jugendherbergswerk.
Vom 13. Juli 1954 bis zum 12. Juli 1958 und vom 21. Juli 1962 bis zum 25. Juli 1970 war Gehrmann Mitglied des Landtags des Landes Nordrhein-Westfalen. Er wurde jeweils in den Wahlkreisen 054 Wuppertal-Elberfeld-Nord bzw. 057 Wuppertal II direkt gewählt.
Dem Rat der Stadt Wuppertal gehörte er von 1952 bis 1955 an.